# Willi Schwabes Rumpelkammer
Willi Schwabes Rumpelkammer, kurz Rumpelkammer, ab 1990 auch offiziell nur noch Die Rumpelkammer, war eine sehr populäre Sendung des DDR-Fernsehens mit Willi Schwabe von 1955 bis 1990. 

## Geschichte
In der Sendung wurden Ausschnitte aus alten deutschen Tonfilmen gezeigt, zum Teil von Filmen aus den Jahren 1929–1945, aber auch bis 1956, Anekdoten und Wissenswertes über die Schauspieler erzählt und derer Geburts- oder Todestage gedacht. Die einstigen Filmklassiker wurden so für ein breites Publikum aufbereitet, und man erfuhr vieles über die damaligen deutschen Filmschauspieler, deren Werdegang und Schicksal. Schwabe war zudem stets bemüht, die Reihe als reine Unterhaltungssendung von politischen Einflüssen und Wertungen freizuhalten, was trotz der politisch brisanten Entstehungszeit der Filme die Illusion einer „guten alten Zeit“ aufkommen ließ.
Der Sendeplatz der Rumpelkammer wurde mehrfach verschoben, auch wurde in den Vormittagsstunden des Folgetages eine Wiederholung gesendet, um auch den Bedürfnissen der Schichtarbeiter entgegenzukommen. Im 1. Programm des DDR-Fernsehens liefen ab den 1960er Jahren fast jeden Montagabend um 20 Uhr alte deutsche Filme, die in der o. g. Zeit entstanden waren (Montagsfilm). Die Rumpelkammer war dementsprechend die Sendung, die hierzu Hintergrundinformationen – auch Anekdotisches und Kommentare – lieferte, und zwar zweimal im Monat an einem Mittwoch um 20 Uhr im ersten Programm des DDR-Fernsehens (DDR1) in einer Länge von ca. 50–60 Minuten.
Am Anfang jeder Sendung stieg Willi Schwabe mit einer Laterne in der Hand über eine Treppe auf einen nachgebauten Dachboden als Kulisse hinauf. Dabei wurde als Melodie Tanz der Zuckerfee aus dem Nussknacker von Pjotr Iljitsch Tschaikowski auf einer Celesta mit ihrem typischen weichen, an ein Glockenspiel erinnernden Klang, gespielt. Willi Schwabe schloss die Bodenkammer auf, entzündete die Laterne und begrüßte die Zuschauer mit den Worten, „Guten Abend meine Damen und Herren und herzlich willkommen in der Rumpelkammer“. Hierauf verbeugte er sich tief.
Die einzelnen Filmausschnitte wurden von Willi Schwabe anmoderiert, indem er beispielsweise in dem jeweiligen Film verwendete Requisiten oder Melodien (Schallplatten oder Noten) in seinem Dachkammerfundus wiederfindet und „entstaubt“. Der Zuschauer erlebte dann jeweils mehrere Schlüsselszenen oder populäre Ausschnitte des Filmes, meist wurde er in einer Sendung an drei bis vier Filme erinnert. Neben den meist aus UFA-Produktionen stammenden Filmausschnitten kamen später auch gelegentlich ausländische Filme – beispielsweise aus der Produktion österreichischer, tschechischer oder Schweizer Filmgesellschaften sowie von in die USA emigrierten deutschen Filmstars und Regisseuren hinzu. Ergänzend zur Fernsehsendung erschienen mehrere Schallplatten in der Reihe Willi Schwabes Musikalische Rumpelkammer, auf denen in entsprechender Weise Tonfilmschlager präsentiert wurden. Es gab außerdem Sondersendungen für die NVA, bei der auch Stummfilme gezeigt wurden.
Die Basis dieser Sendung war das Staatliche Filmarchiv der DDR, in dem nahezu sämtliche UFA-Produktionen bis 1945 vollzählig vorhanden waren.
Die erste Sendung wurde am 13. Dezember 1955 ausgestrahlt. Nachdem Willi Schwabe erkrankte, übernahm der Schauspieler Friedrich Schoenfelder im Jahr 1990 die Moderation und führte sie bis zu deren Einstellung im Jahr 1993 fort. Die Sendung erreichte immer noch die alte Popularität, wurde aber aufgrund der veränderten TV-Landschaft als nicht mehr wertvoll oder gar lukrativ betrachtet.
Nach dem Ende des Deutschen Fernsehfunks (DFF) am 31. Dezember 1991 wurde die Sendung 1992 vom Dritten Programm der neugegründeten Fernsehanstalt ORB fortgeführt. Neben der Ausstrahlung im ORB-Fernsehen wurde die Sendung 1992 sogar vereinzelt im Hauptprogramm der ARD ausgestrahlt. Nachdem die Sendezeit auf 45 Minuten, später sogar auf nur noch 30 Minuten verkürzt wurde, kam es letztlich zur Einstellung der Sendung im Jahr 1993.
Mit einer Ausstrahlungsdauer von gut 37 Jahren und insgesamt knapp 400 Folgen, zumal fast durchgehend mit ein und demselben Moderator, gehört die Rumpelkammer zu den langlebigsten Sendungen des deutschen Fernsehens. Sie galt bei der Einstellung als die am längsten ausgestrahlte Unterhaltungssendung des Fernsehens.